# Mister Olympia 2011
El Mister Olympia 2011 fue la edición número 47 del Mister Olympia, la competición de culturistas más importante del mundo, organizada por la Federación Internacional de Fisicoculturismo. El certamen se realizó entre el 15 y 18 de septiembre de 2011, en el Centro de Convenciones de Las Vegas, y en el Orleans Arena, Paradise (Nevada). Otros eventos de culturismo como el Ms. Olympia, entre muchos otros, también se celebraron. En total, se entregó $ 825 000 en las distintas modalidades del evento, y un monto de $ 600 000 asignados exclusivamente para todos los competidores mejor ubicados en el resultado final.
Para esta edición, el cuatro veces campeón, Jay Cutler, no se encontraba en óptimas condiciones debido a una lesión en su bíceps izquierdo. Esto produjo un cambio notorio en su condición atlética, aunque Cutler terminaría el evento en segunda posición con veinte puntos. Hubo rumores antes del torneo y se especuló sobre el estado físico del culturista que meses después se operó. Finalmente el estadounidense Phil Heath ganó el Mister Olympia 2011 por la obtención de diez puntos en la tabla de resultados. Phil apodado The Gift en el mundo del culturismo lloró al obtener el Olympia, se hizo acreedor de un cheque por $ 200 000, una medalla y la famosa estatua de bronce que le designada el mejor del mundo. 
Phil se convirtió en ese momento, en el decimotercer culturista en ganar el Mister Olympia.

## Ganador
El estadounidense Phil Heath consiguió por primera vez el título de Mister Olympia, después de la hegemonía de Jay Cutler en los años anteriores (cuatro títulos). Los tres finalistas fueron Jay Cutler, Phil Heath y Kai Greene.
Este sería el primero varios títulos ganados por Phil de forma consecutiva.
| Posiciones | Culturista | Premio    | Puntaje |
| ---------- | ---------- | --------- | ------- |
| 1          | Phil Heath | $ 200 000 | 10      |
| 2          | Jay Cutler | $ 100 000 | 20      |
| 3          | Kai Greene | $ 75 000  | 31      |